# Ciril Lucaris
Ciril Lucaris (grec: Κύριλλος Λούκαρις) (Càndia, 13 de novembre de 1572 - Bòsfor, 27 de juny de 1638) va ser patriarca d'Alexandria amb el nom de Ciril III i patriarca de Constantinoble com a Ciril I.
Va néixer l'any 1572 a Càndia, a l'illa de Creta, on va estudiar amb diversos mestres i erudits de l'època, i va completar els seus estudis a Venècia (en aquell temps Creta depenia de la República de Venècia) entre els anys 1584 i 1588 i, posteriorment, es va matricular com a estudiant a la Universitat de Pàdua (1589-1593). L'any 1593, als 21 anys, va ser ordenat diaca i, més tard, prevere pel patriarca d'Alexandria Meleci Pegues (1549-1601), que se'n va adonar de les qualitats del jove. Es va vincular amb el patriarcat de Constantinoble, especialment amb el patriarca Jeremies Tranos, cosa que li va portar el coneixement dels problemes que tenien les esglésies ortodoxes. Va viatjar per Rússia i Ucraïna per conèixer de primera mà la seva situació.
L'any 1601 Ciril va ser elegit patriarca d'Alexandria, succeint a Meleci Pegues. Com a patriarca d'Alexandria (1601-1620), va reorganitzar les finances del Patriarcat, va reparar esglésies, va dedicar temps a la predicació i va mantenir correspondència amb les Esglésies de Jerusalem, de Xipre i de Rússia. El 1612 va actuar com a Locum tenens (substitut) del Patriarcat Ecumènic durant un breu període, quan el patriarca Neòfit II va ser expulsat. En un intent de normalitzar les relacions entre les Esglésies Occidentals i els Patriarcats d'Orient, va establir contactes amb l'Església d'Anglaterra i va obtenir la col·laboració dels ambaixadors anglesos i holandesos davant del Sultà. Més tard, es va posar en contacte amb els calvinistes de Ginebra. Va aconseguir que un grup de joves grecs anés a estudiar a Anglaterra. Un d'ells era un jove de Macedònia, Metròfanes Critopulos, que més tard, va ser Patriarca d'Alexandria (1589-1639). Ciril va obsequiar al rei Carles I d'Anglaterra un manuscrit de la Sagrada Bíblia, conegut amb el nom de Còdex Alexandrinus, i va enviar també un valuós manuscrit del Pentateuc, amb una traducció a l'àrab, a Laud, arquebisbe de Canterbury.
El 4 de novembre de 1620, el Sant Sínode de Constantinoble va escollir Patriarca ecumènic a «Ciril Lucaris, conegut per la seva virtut i saviesa». Del 1620 al 1638 Ciril va ser patriarca cinc vegades: del 1620 al 1623, del 1623 al 1633, del 1633 al 1634, del 1634 al 1635 i del 1637 al 1638, sempre al mig de les discussions entre el Papat i els reformistes protestants, mentre que les Esglésies d'Orient, especialment la de Constantinoble, havien de suportar la insistent propaganda dels jesuïtes.
França i Àustria van oferir els seus serveis a Roma, on la Congregació de Propaganda Fide estava organitzant un pla contra Ciril, i entre altres coses l'acusaven de ser calvinista. Al mateix temps, els ambaixadors d'aquests dos països pressionaven al sultà perquè destituís Ciril.
Cada vegada que Ciril era deposat, tornava a ser reelegit pel clergat amb el suport de la població ortodoxa. Els anglicans i els protestants (anglesos, holandesos, alemanys i suecs) també donaven suport al retorn de Ciril perquè els interessava per la seva política. Entre totes aquestes rivalitats polítiques i religioses Ciril Lucaris va intentar prendre el rumb que, segons la seva opinió, serviria millor als interessos de l'Església ortodoxa. Era plenament conscient de l'estat crític de les coses i de la influència generalitzada dels jesuïtes. Va deixar un text que deia: Ells (els jesuïtes) «cerquen la nostra destrucció i la ruïna del Patriarcat i de tota l'Església dels grecs».
Els calvinistes, per la seva part van utilitzar la influència política, la diplomàcia, els diners i tots els mitjans possibles per acostar el Patriarcat i l'Església Ortodoxa als seus punts de vista.
En aquella època els calvinistes van publicar en grec una traducció de la Bíblia, i Ciril es va veure obligat a sancionar aquella traducció que contenia diverses opinions calvinistes. L'any 1629 es va publicar a Ginebra en llatí la Confessió oriental de la fe cristiana, de contingut clarament calvinista. El 1633 es va publicar en grec. El Concili de Constantinoble celebrat l'any 1638 va declarar anatema tant a Ciril com a l'obra, però el Concili de Jerusalem del 1672, que va estudiar especialment el cas de Ciril, el va absoldre completament, va testimoniar que el Concili de Constantinoble va maleir Ciril no perquè pensessin que va ser l'autor de la confessió, sinó perquè Ciril no en va escriure una refutació.
La correspondència de Ciril Lucaris, on confirmava l'autoria de la Confessió, i la comparació del manuscrit de l'obra amb les seves cartes no deixaven cap dubte que l'autèntic autor va ser el mateix Ciril. De fet, el patriarca va negar verbalment l'autoria en diverses ocasions i va proclamar la seva fe ortodoxa. Fins al final de la seva vida, Ciril no va renunciar a la Confessió per escrit. Els successius Sínodes de l'Església Ortodoxa han condemnat la Confessió per herètica i aliena a la fe ortodoxa.
La tràgica figura de Ciril Lucaris es va trobar entre corrents religiosos oposats. D'una banda, els protestants es van esforçar molt per convèncer els ortodoxos en la seva lluita contra els catòlics romans, i van arribar a implicar el mateix Patriarca amb la Confessió per divulgar les seves noves doctrines. També cal conèixer les maquinacions dels jesuïtes, que van arribar a extrems inaudits. El Patriarca Ecumènic, sol, desprotegit i traït, va ser jutjat i condemnat. El 27 de juny de 1638, per ordre del sultà Murat IV va ser estrangulat i el seu cos llançat al Bòsfor. El cos de Ciril va ser recuperat pels seus amics i enterrat amb tots els honors pel patriarca Parteni I (1639-1644).